# Dagmar Altrichter
Dagmar Altrichter (Berlin-Wilmersdorf, 20 september 1924 – Lüdersdorf, 20 juli 2010) was een Duits actrice en stemactrice.
Haar eerste theatercontract was bij het Theater am Kurfürstendamm. Later zou zij een breed repertoire spelen in vele Hamburgse theaters. Haar opvallende stem was al na de Tweede Wereldoorlog te horen in talrijke hoorspelen, die thans als klassiekers beschouwd worden.
Altrichter was sinds de jaren 1960 ook actief als actrice in speel- en televisiefilms, onder meer in Meines Vaters Pferde en Fisch zu viert. Zij was echter vooral de Duitse stem van Hollywoodgrootheden als Ingrid Bergman (in Murder on the Orient Express), Ava Gardner, Elizabeth Taylor, Deborah Kerr, Maggie Smith (in Murder by Death), Lily Tomlin (in All of me), Janet Leigh (in The Fog, 1980) en vooral van Angela Lansbury in de televisiereeks Mord ist ihr Hobby. In 1991 had ze nog een kleine rol in de speelfilm Pappa ante portas van Loriot (Vicco von Bülow).

## Filmografie
- 1943/1944: Eine kleine Sommermelodie (ongepubliceerd voor het einde van de oorlog)
- 1945: Heidesommer
- 1949: Die Andere
- 1949: Der dritte Mann
- 1954: Meines Vaters Pferde 1e deel: Lena und Nicoline
- 1954: Meines Vaters Pferde 2e deel: Seine dritte Frau
- 1954: Der ungebetene Gast (televisiefilm)
- 1959: Die Gerechten (televisiefilm)
- 1961: Die Journalisten (televisiefilm)
- 1962: Das Abschiedsgeschenk (televisiefilm)
- 1962: Mr. Pim möchte nicht stören (televisiefilm)
- 1962: Der Schlaf der Gerechten (televisiefilm)
- 1964: Amouren (televisiefilm)
- 1964: Karl Sand (televisiefilm)
- 1964: Die Brücke von Estaban (televisiefilm)
- 1964: Asmodée (televisiefilm)
- 1964: Gewagtes Spiel - Der unersetzliche Verlust (televisieserie)
- 1965: Acht Stunden Zeit (televisiefilm)
- 1965: Die Schlüssel (televisie-driedeler)
- 1965: Die fünfte Kolonne - Zwielicht (televisieserie)
- 1965: Der Sündenbock (televisiefilm)
- 1965: Olivia (televisiefilm)
- 1966: Wie wär’s, Monsieur? (televisiefilm)
- 1966: Pontius Pilatus (televisiefilm)
- 1966: Quadrille (televisiefilm)
- 1966: Die Geschichte des Rittmeisters Schach von Wuthenow (televisiefilm)
- 1967: Tagebücher (televisiefilm)
- 1967: Lord Arthur Saviles Verbrechen (televisiefilm)
- 1968: Bel Ami (televisiefilm)
- 1969: Ein Charleston für Lady Mac’ Beth (televisiefilm)
- 1969: Heintje – Ein Herz geht auf Reisen
- 1969: Bischof Ketteler (televisiefilm)
- 1970: Endspurt (televisiefilm)
- 1971: No, No Nanette (televisiefilm)
- 1972: Sprungbrett - Kleine Fische für Claudia (televisieserie)
- 1972: Berlin, Keithstraße 30 (televisieserie, 13 afleveringen)
- 1973: Victor oder Die Kinder an die Macht (televisiefilm)
- 1974: Der Macher oder Warten auf Godeau (televisiefilm)
- 1974: Die preußische Heirat (televisiefilm)
- 1977: Onkel Silas (televisie-tweedeler)
- 1978: Kommissariat 9 - Der Preisbrecher (televisieserie)
- 1979: Gedankenketten (televisiefilm)
- 1983: Tatort – Fluppys Masche (televisieserie)
- 1987: Waltraud und Heinz Bach – Die Sprachlosigkeit eines alternden Ehepaares
- 1987: Zwei alte Tanten geben Gas (televisieserie)
- 1988: Ein Schweizer namens Nötzli
- 1991: Pappa ante portas
- 2000: Scharf aufs Leben (televisiefilm)

## Hörspiele (Auswahl)[Bearbeiten | Quelltext bearbeiten]
Voor de periode van 1945 tot 2002 bevat de ARD-hoorspeldatabase 252 bestanden (per maart 2022) waarin Dagmar Altrichter als spreker wordt vermeld.
- 1945: Thornton Wilder: Unsere kleine Stadt (Our Town) (Emily Webb) – Bewerking en regie: Helmut Käutner (hoorspelbewerking – NWDR Hamburg)
- 1945: Gerhart Hauptmann: Der Biberpelz – Regie: Ludwig Cremer (hoorspelbewerking – NWDR Hamburg)
- 1948: Kurt Reiss: Hörspiele der Zeit (1e aflevering: Das Ei der Columba) (Columba) – Regie: Kurt Reiss (hoorspel – NWDR Hamburg)
- 1949: Hans Egon Gerlach: Goethe erzählt sein Leben – Regie: Ludwig Cremer (deel 2); Mathias Wieman (deel 6) (Hörbild – NWDR Hamburg)
- 1957: Hermann Bahr: Das Konzert – Regie: Fritz Schröder-Jahn (SDR)
- 2002: Damien Owens: Schlimmer geht immer (1e deel) (Non) – Bewerking en regie: Robert Schoen (hoorspelbewerking – SWR)